# Австрійська лінія Розумовських
Австрійська лінія роду Розумовських — єдина гілка, що не вигасла по чоловічій лінії.
Прізвище Розумовських дуже відоме і шановане в Австрії. Син гетьмана Андрій Кирилович Розумовський був послом у Відні у часи Наполеона, де одружився з Елізабет (Єлизаветою) Тун і залишився, започаткувавши одну з двох австрійських гілок свого роду.
У столиці Австрії є вулиця імені Розумовського і палац «Розумовскі-пале». Андрій Кирилович також був меценатом Людвига ван Бетховена, коли той був ще маловідомим композитором. Вдячний Бетховен присвятив нащадку гетьмана «Російські квартети», які також називають «Квартетами Розумовського».
Друга гілка австрійської лінії графів Розумовських походить від його брата Григорія (1759–1837), вченого-мінералога, почесного члена Російської академії наук і багатьох європейський наукових товариств, який оселився у Моравії. Саме його діти від другого шлюбу з Терезою Єлизаветою Шенк де Кастель, не визнаного в Росії (Марія, Максиміліан, Лев), поклали початок ще одній австрійській лінії (російська лінія Розумовських вигасла ще в другій чверті 19 ст.). Григорій Розумовський і його нащадки володіли маєтком Рудолець у Моравії.
Львівська газета «Діло» (яка в той час тимчасово виходила у Відні) 24 квітня 1915 повідомила про «смерть нащадка останнього гетьмана України». За її твердженням, граф Лев Розумовський, син Каміля, резервовий поручник 9 полку австрійських драгунів (у цивільному стані конципіст австрійського намісництва в Моравії) загинув у боях з росіянами в Карпатах. Належав до моравської лінії роду.
Одним із теперішніх представників австрійських Розумовських є Грегор Розумовський. Президент Клубу європейського розуміння та спілкування у Відні.